# Уилсон, Кэрни
Кэ́рни Уи́лсон (англ. Carnie Wilson; 29 апреля 1968, Лос-Анджелес, Калифорния, США) — американская певица.

## Биография
Кэрни Уилсон родилась 29 апреля 1968 года в Лос-Анджелесе (штат Калифорния, США) в семье музыкантов Брайана Уилсона (род.1942) и Мэрилин Уилсон-Разерфорд (род.1947), которые были женаты в 1964—1979 года. У Кэрни есть младшая сестра — певица Уэнди Уилсон (род.1969). У Уилсон есть четверо младших сводных сестёр и братьев по отцу от его второго брака с Мелиндой Ледбеттер: Дэрия Роуз Уилсон (род.1996), Делани Роуз Уилсон (род.1998), Дилан Дуглас Уилсон (род.2004) и Дэш Тристан Уилсон (род.2009).
Кэрни начала свою музыкальную карьеру в 1989 году.
С 23 июня 2000 года Кэрни замужем за гитаристом Робом Бонфиглио. У супругов есть две дочери — Лола София Бонфиглио (род. в апреле 2005) и Люсиана Белла Бонфиглио (род.12.06.2009).
В марте 2013 года Кэрни был поставлен диагноз Паралич Белла.